# ARA San Juan (1985)

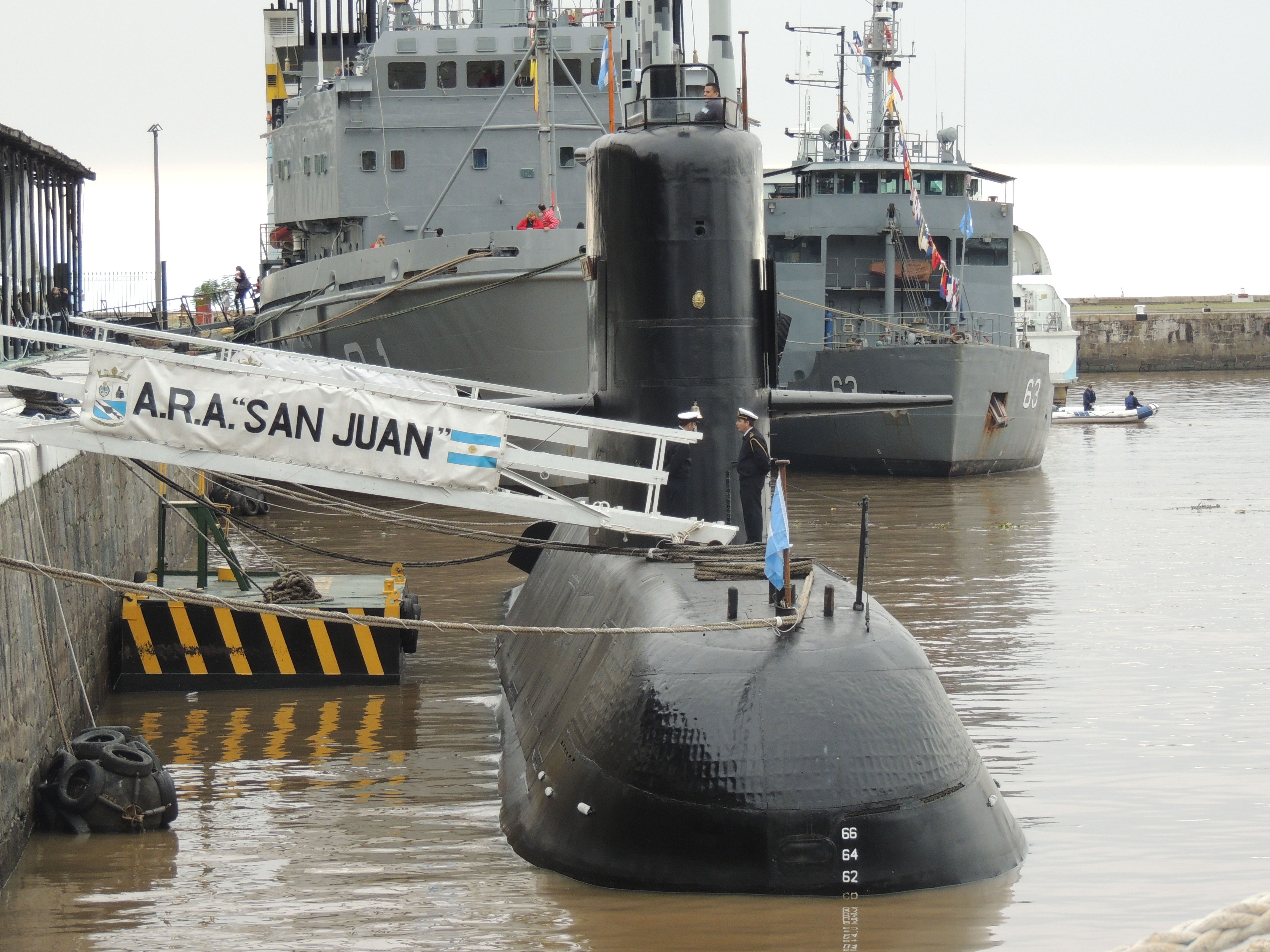
De ARA San Juan aan de kade (2017)

De ARA San Juan was een dieselelektrische onderzeeboot van de Argentijnse marine. Ze werd gebouwd op de Duitse werf Nordseewerke, een dochteronderneming van ThyssenKrupp, te Emden. De onderzeeboot werd op 19 november 1985 in dienst gesteld. Rond 2010 heeft ze een belangrijke onderhoudsbeurt ondergaan. In november 2017 werd het schip als vermist opgegeven.
De ARA San Juan werd gebouwd op een Duitse scheepswerf. In 1983 werd ze tewatergelaten en twee jaar later werd ze in dienst genomen. Het heeft een zusterschip, de ARA Santa Cruz.
Op 15 november 2017 ging het contact met de onderzeeboot verloren. De onderzeeboot was onderweg van Ushuaia, in het uiterste zuiden van het land, naar Mar del Plata, een marinebasis ten zuidoosten van Buenos Aires. Het vaartuig bevond zich op dat moment op zo'n 430 kilometer uit de kust in de Atlantische Oceaan. Er zijn 44 bemanningsleden aan boord.
Op 23 november 2017 kondigde de woordvoerder van de Argentijnse marine aan dat een ongebruikelijk evenement, vergelijkbaar met een explosie, had plaatsgevonden in de zone waar het laatste contact met de onderzeeboot had plaatsgevonden. Vermoed wordt dat de explosie afkomstig is van de onderzeeboot.
Op 1 december werd de reddingsactie voor de onderzeeboot gestaakt. Er is al enige tijd geen zuurstof meer aan boord waardoor er geen overlevenden meer zijn.
De Argentijnse marine maakte op 17 november 2018 bekend dat de ARA San Juan is gevonden. De boot ligt op een diepte van 800 meter, zo'n 600 kilometer voor de kust van het schiereiland Valdés. De onderzeeboot zou zijn gevonden met een op afstand bestuurbare onderzeeër. Argentinië heeft zelf niet het juiste materieel om de duikboot te lichten.